# 譚元禮
譚元禮（17世紀—1634年），字服膺，號柘皋，湖廣承天府沔陽州景陵縣籍，江西吉安府安福縣人，明朝政治人物。

## 生平
譚元禮是天啟七年湖廣鄉試解元譚元春之弟，崇禎三年（1630年）中舉人，四年（1631年）聯捷進士，兄譚元方登同年副榜。通政司觀政，授德清知縣；任內清廉，有「官瘦民肥」的聲譽，朝廷陞他為戶部主事，但未抵任就已經去世。他在家孝友兄弟，互相勸勉，也不隨波逐流，舉業有自己獨特見解，能發揮五經精義。

## 引用
1. ↑  《崇祯四年辛未科三百五十名进士履历》：谭元礼，柘皋，诗二房，己巳三月二十六日生。景陵籍吉安人，庚午十二，会六十一，三甲二百二十名。通政司政，壬申授德清知县，甲戌升户部云南司主事，卒。曾祖恕，庠生。祖右。父晚，俱庠生。
2. 1 2  民國《天門縣志·卷十四》：譚元禮，字服膺，崇正辛未進士，授德清令，水之在秋澄然照物，山之見雪稜然露骨，不免太瘦削矣。然而曖昧消幽隱，出官清而民腴，官瘦而民肥，以是得聲於朝，行取戶部主事，未抵官卒。元禮家庭以孝友相尚，兄弟相邑勉，位置清流，讀書不取師傅；於外自不肯隨時趨為嗜好，遇題入手獨闢見解，脫落恆蹊詮發精義，渙渙氷釋融融春歸，鈞天自奏，金革皆喑人間凡响，詎復入其筆端哉。
3. ↑  民國《天門縣志·卷九》：崇正庚午科（舉人）……譚元禮